# گان گرینجر
گان گِـرِینجر (انگلیسی: Gawn Grainger؛ زادهٔ ۱۲ اکتبر ۱۹۳۷) بازیگر اهل بریتانیا است. وی از سال ۱۹۵۲ میلادی تاکنون مشغول فعالیت بوده‌است.
از فیلم‌ها یا برنامه‌های تلویزیونی که وی در آن نقش داشته‌است، می‌توان به اوت، آدمکشان میدسامر، دکتر هو و پوآرو اشاره کرد.